# Tremblay-en-France
Tremblay-en-France é uma comuna francesa localizada no departamento de Seine-Saint-Denis, região de Île-de-France.

## História
A vila deriva seu nome do latim Tremuletum, o bosque de álamos ou choupos brancos. A France evocada é o Pays de France, planície agrícola do nordeste de Paris onde está localizada a cidade.